# Ptychadena stenocephala
Ptychadena stenocephala es una especie  de anfibios de la familia Ranidae.

## Distribución geográfica
Se encuentra en el Camerún, Costa de Marfil, Guinea, Uganda y, posiblemente en la República Centroafricana, Liberia y Nigeria.